# Sibu (stad)
Sibu is een stad en gemeente (majlis daerah luar bandar; rural district council) in Maleisië, in de staat Sarawak op het eiland Borneo.
Sibu ligt aan de Rajang-rivier. Het aantal inwoners is 99.807. De meesten van hen zijn Chinezen.

## Chinese invloed
Sibu is rijk aan Chinese culturele attracties. De Chinese Maleisiërs die hier wonen hebben meestal hun jiaxiang in Fuzhou. In 1902 kwamen de eerste Fuzhounezen naar dit gebied.
Sarawak is de enige staat van Maleisië waar Chinese karakters op verkeers- en straatnaamborden zijn gedrukt. De belangrijkste wegen in Sibu zijn:
- Brooke Drive (布律克路)
- Jalan Oya (乌驿路)
- Jalan Lanang (南兰律)
- Jalan Wong King Huo (黄景和路)
- Jalan Rajang (拉让花园)
- Jalan Au Yong (后洋路)
- Jalan Li Hua (丽华宝岛)
- Jalan Aup (后埔港路), etc.

Sibupoort, die aan de Pedada Road en Kampung Nyabor Road ligt heeft afbeeldingen van de twaalf tekens van de Chinese astrologie.

### Geschiedenis
In 1901 leidde dominee Wong Nai Siong de eerste groep protestantse Fuzhounezen uit China naar Sibu. Daar aangekomen, bewerkten zij de vruchtbare grond. De dominee had daarvoor lange tijd plaatsen bezocht om zijn kerkleden een nieuwe thuis te geven. Met instemming van de koning/radja van Sarawak bracht hij de groep naar Sibu.
De dominee ontdekte dat de Rejang Delta zeer vruchtbaar was en geschikt was voor cultivering. Na overleg met de tweede radja van Serawak, de Britse Charles Brooke, mocht hij het gebied gebruiken. Een reden hier voor was het lage aantal inwoners in het gebied.
De Fuzhounezen bestonden grotendeels uit vrijgezelle mensen. Tegenwoordig is hun nageslacht een meerderheid onder de Chinezen in Sibu.

## Bezienswaardigheden
- Tua Pek Kongtempel van Sibu
- Civic Centre Museum
- Jubilee Park

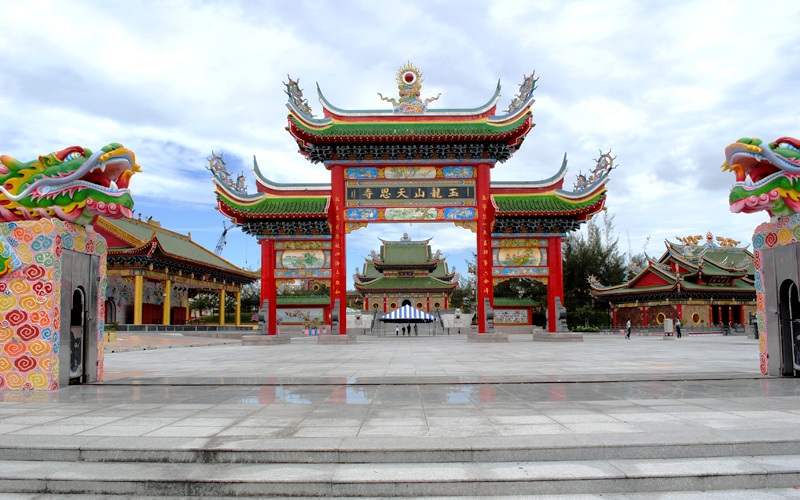
Yulontempel

- Pasar Malam - Avondmarkt in het centrum
- Sungai Merah Heritage Walk - park
- Bukit Lima Gu Tian Park - park aan de Bukit Lima Road
- Foochow Centennial Celebration Building
- Hoover Park
- Yulongshan Tianentempel